# Џефри од Монмута
Галфред од Монмута, познат под англицизираним именом и као Џефри од Монмута, (лат. Galfridus Monemutensis, Galfridus Arturus, Galfridus Artur, енгл. Geoffrey of Monmouth, вел. Gruffudd ap Arthur, Sieffre o Fynwy) око 1100 – око 1155) био је клирик и једна од важних личности у развоју средњовековне британске историографије и популаризацији легендарних прича о краљу Артуру. Најпознатији је по делу Историја краљева Британије (лат. Historia Regum Britanniae) које је у средњем веку уживало велику популарност и, које је, све до 16. века, некритички прихватано. Историја краљева Британије написана је на латинском језику и доживела је бројне преводе. Данас се сматра за историјски неверодостојно дело.

## Биографија
Галфред (Џефри) је био рођен негде између 1100. и 1110. године у Велсу или у Велшком крајишту (енгл. Welsh Marches). Постао је пунолетан 1129. када је наведен међу сведоцима правне радње у једној повељи. У својој историји назива себе Галфредом од Монмута Galfridus Monumetensis што указује на важну везу са Монмутом у Велсу који је, можда, био његово родно место Галфедов рад открива познавање локалних топонима.. Савременици су га називали Галфред Артур (лат. Galfridus Artur(us)) Артур је можда био патроним или просто надимак проистекао из Галфридових историографских интересовања.
У старијој историографији се претпостављало да је Галфред био Велшанин или да је бар познавао велшки језик. Ипак, изгледа да је Галфредово познавање велшког било слабо, тако да се данас сматра да није био велшког или камбро-норманског порекла, за разлику од, на пример, Гералда из Камбреа. Можда је припадао друштвеној елити са велшке границе која је говорила француским језиком, касо и већ помињани Гералд из Камбреа, Волтер Меп и Роберт, први ерл од Глостера, коме је Галфред и посветио Историју краљева Британије. Поједини историчари, као што је био Френк Стентон, сматрали су да су Галфредова породица била међу Бретонцима који су учествовали у освајању Енглеске нормандијског војводе Вилијама Освајача и да су се затим населили у југоисточном Велсу. Монмут је био у рукама бретонских лордова од 1075. или 1086. године, а сама имена Галфред и Артур (потенцијални патроним), били су чешћи код Бретонаца него код Велшана.
Можда је Галфред/Џефри једно време био у служби бенедиктанског приоријата у Монмуту, мада се чини да је највећи део свог зрелог доба превео ван Велса. У периоду између 1129. и 1151. Галфредово име се среће на шест повеља издатих у околини Оксфорда, на којима је понегде означен као магистер тј. учитељ. Вероватно је био каноник на Колеџу Св. Ђорђа. Све повеље које је Галфред потписао потписао је и Волтер, архиђакон Оксфорда, који је такође био каноник поменуте цркве. Друга личност која се често среће међу потписницима био је и Ралф из Монмута, каноник из Линколна.
Кентерберијски надбискуп Теобалд је 21. фебруара 1152. године рукоположио Џефрија за бискупа Сент Асафа. Џефри је, иначе, свега десет дана раније био посвећен за свештеника. Луис Торп је записао како не постоје докази да је Џефри из Монмута икада посетио своју бискупију, између осталог и услед ондашњих ратова против Овена Глендовера. Умро је између 25. децембра 1154. и 24. децембра 1155. године, према велшким хроникама 1155, када се као нови бискуп од Сент Асафа у изворима јавља Ричард.

## Историја краљева Британије
Галфред је написао неколико дела на латинском језику који је у средњем веку важио за језик културе и књижевности. Његово главно дело је Историја краљева Британије. Џефријева Историја се бави легендарном историјом Британије од доласка Брута, потомка тројанског јунака Енеје, до смрти Кадваладра, владара Велса, у 7. веку. Историја обухвата и Цезарове походе на Британију, повест о два краља, Лиру и Кунобелину, које је касније прославио Вилијам Шекспир у својим драмама, као и једну од најранијих разрађених легенди о краљу Артуру.
У посвети свог дела, Галфред је тврдио да је његово дело у ствари превод „древне књиге на британском језику која редом казује о делима свих краљева Британије." коју му је дао оксфордски архиђакон Волтер. Модерни историчари су ову тврдњу одбацили. Ипак, могуће је да је Волтер прибавио Галфреду неке изворе на велшком језику који су инспирисали писање Историје краљева Британије. Галфредов положај и познанство са архиђаконом Волтером не дозвољавају могућност да је читаву причу просто измислио. Историја Џефрија од Монмута је добрим делом заснована на Историји Брита (лат. Historia Brittonum), велшко-латинској историјској компилацији из 9. века, Бидовој Црквеној историји енглеског народа (лат. Historia ecclesiastica gentis Anglorum) и Гилдином делу из 6. века О пропасти и освајању Британије (лат. De Excidio et Conquestu Britanniae). Галфред је ове изворе обогатио усменом традицијом који су преносили бардови, генеолошким списима и сопственом маштом. Касније је, приликом размене литературе, Роберт из Торињија дао један препис Историје краљева Британије Хенрију из Хантингтона. И Роберт и Хенри су потпуно некритички користили Галфредову Историју која је тако доспела у популарну историју
Данас се Историја краљева Британије сматра за књижевно дело у коме је изложена национална митологија и које садржи малобројне поуздане историјске податке. Бројни модерни историчари се слажу са мишљењем Вилијама из Њубурга, који је писао око 1190, да: „све што је овај човек писао о Артуру и његовим наследницима, или уопште и о његовим претходницима почевши од Вортигерна, измишљено је. Делимично су то његове, а делом измишљотине других." Било је још савременика на које Џефријева Историја није оставила повољан утисак. На пример, Гералд из Камбреа је читање Историје повезао са човеком опседнутим демонима: „Ако зли дуси запоседну човека, Јеванђеље по Јовану треба му ставити на груди и дуси ће, попут птица, одмах отићи. Али, ако се Јеванђеље уклони, па на његово место стави Историја Џефрија Артура, демони ће се појавити у још и већем броју и остати дуже него иначе у човековом телу и на тој књизи."
Ипак, Галфредово главно дело уживало је велику популарност широм средњовековне западне Европе. Актон Гриском набројао је 1929. године чак 186 сачуваних рукописа Историје, а од његовог времена идентификовано их је још. Дело је доживело бројне преводе и адаптације као што је Васов англо-нормански Роман о Бруту, средњоенглески Лајамонов Брут и неколико анонимних средњовелшких верзија Брута од Краљева.. У побројаним делима Џефријева Историја прихватана је безпоговорно као историјски веродостојна.

## Други списи
Најстарији Галфредов спис био је, вероватно, дело под називом Мерлинова пророчанства, (лат. Prophetiae Merlini), које је написао нешто пре 1135. године. Пророчанства се сусрећу и као засебно дело и као део Историје краљева Британије. Дело се састоји од низа тешко разумљивих објава које се приписују Мерлину. Према тврдњама Џефрија од Монмута, пророчанства је превео на латински језик, мада није навео са ког језика тачно.
Облик и структура митова о краљу Артуру и Мерлину код Џефрија од Монмута знатно су допринели популарности артуријанских митова у познијој књижевности. Њихова популарност траје до данас. Џефри из Монмута се сматра за најзначајнијег популаризатора канонске верзије мита о Артуру. Утицај Историје на легенде о краљу Артуру био је толики да се радови о артуријанским легендама деле на оне записане пре или после Џефрија од Монмута, зависно да ли се у њима може препознати утицај Историје краљева Британије.
Трећи рад који се приписује Галфреду је још једна песма у хексаметру под називом Живот Мерлинов (лат. Vita Merlini). Мерлин је заснован много више на традицији него друга Галфредова дела. Овде је приказан као Мерлин из Шуме (лат. Merlinus Sylvestris) или Мерлин Каледонијски (лат. Merlinus Caledonius) и приказан је као луди и болом опрхвани старац који као изгнаник живи у шуми. Повест је смештена доста после времена описаног у Историји, мада је аутор покушао да усклади своја два дела. У Животу Мерлиновом се спомињу Мерлинова пророчанства упућена Вортигерну и Артуру. Живот није био широко популарно дело и тек крајем 13. века приписано је Џефрију од Монмаута. Услед препознатљивих елеменената у конструкцији и садржају, већина критичара се слаже у идентификацији аутора са Галфредом од Монмута.

### Издања изворног текста на латинском језику
Hammer, Jacob/ Geoffrey of Monmouth, Historia regum Britanniae, a variant version.
Edited by Jacob Hammer. Medieval Academy Books, No. 57 (1951). Medieval Academy Electronic Editions.

### Преводи на енглески језик доступни на интернету
- Historia Regum Britanniae:
  - Histories of the Kings of Britain, tr. by Sebastian Evans, at Sacred Texts
  - By Aaron Thompson with revisions by J. A. Giles at http://www.yorku.ca/inpar/geoffrey_thompson.pdf. (PDF)
  - (Arthurian passages only) edited and translated by J. A. Giles at http://www.lib.rochester.edu/camelot/geofhkb.htm Архивирано на веб-сајту  (13. март 2011).
- Vita Merlini, Basil Clarke's English translation from Life of Merlin: Vita Merlini. Cardiff: University of Wales Press. 1973. .
  - At Jones the Celtic Encyclopedia
  - At Sacred-texts.com